# Catharina van Nassau-Beilstein
Catharina van Nassau-Beilstein († 6 september 1459) was een Duitse adellijke vrouw uit het Huis Nassau-Beilstein. Ze was regentes van het graafschap Hanau-Münzenberg voor haar kleinzoon.

## Biografie
Catharina was de oudste dochter van graaf Hendrik II van Nassau-Beilstein en Catharina van Randerode, dochter van heer Arnold II van Randerode en Erprath en Maria van Sayn.
Catharina huwde op 19 januari 1407 met graaf Reinhard II van Hanau-Münzenberg († 26 juni 1451).

Uit dit huwelijk werden geboren:
1. Catharina (25 januari 1408 - 25 september 1460), huwde eerst in 1421 met graaf Thomas II van Rieneck (vóór 1408 - 8 februari 1431), en daarna in 1432/34 met graaf Willem II van Henneberg-Schleusingen (14 maart 1415 - 8 januari 1444).
2. Anna (geboren 15 juni 1409), was sinds 1439 abdis van klooster Patershausen.
3. Margaretha (1411 - 29 april 1441), huwde in 1440 met heer Godfried VIII van Eppstein († 1466).
4. Reinhard III (22 april 1412 - 20 april 1452), graaf van Hanau-Münzenberg.
5. Elisabeth (1416 - 20 februari 1446), huwde met wild- en rijngraaf Johan IV van Dhaun en Kyrburg († 1476).
6. Filips I (8 november 1417 - 3 maart 1480), graaf van Hanau-Lichtenberg.

Na het vroege overlijden van haar oudste zoon Reinhard III in 1452 nam Catharina het regentschap voor diens zoon Filips I op zich, samen met diens grootvader van moederszijde Otto I van Palts-Mosbach en haar jongste zoon Filips I. Dit voerde ze tot de verdeling van het graafschap Hanau-Münzenberg in 1458, waarna haar zoon Filips het regentschap alleen voerde.
In het conflict over de verdeling van het graafschap vertegenwoordigde Catharina de mening dat de landsverdeling, die het haar zoon mogelijk maakte een huwelijk te sluiten en daarmee de kansen op voortzetting van het huis Hanau vergrootte, de voorkeur had boven het strikt handhaven van het eerstgeboorterecht. Het was haar om het even of het huis werd voortgezet door haar jongste zoon of haar kleinzoon. Ze schatte de kans op het voortbestaan voor het huis Hanau groter in als haar zoon, die kinderen kon verwekken, zo snel mogelijk een huwelijk kon sluiten, in plaats van de hoop te vestigen op haar pas vier jaar oude kleinzoon.
Catharina overleed op 6 september 1459 en werd begraven in de Mariakerk te Hanau.